# 替代 (巴勒斯坦)
替代（阿拉伯语：البديل）是巴勒斯坦的一个已不存在的选举联盟，成立于2006年，由几个社会主义党派组成，以应对2006年巴勒斯坦立法选举。
该联盟的成员有：解放巴勒斯坦民主阵线、巴勒斯坦人民党、巴勒斯坦民主联盟以及一些独立人士。
在2006年巴勒斯坦立法选举中，该联盟赢得2个巴勒斯坦立法委员会席位（解放巴勒斯坦民主阵线和巴勒斯坦人民党各1个）。
该联盟解散于2007年初。